# Heptagenia
Genre
Heptagenia est un genre d'insectes appartenant à l'ordre des éphéméroptères.

## Liste d'espèces
Selon NCBI (26 mai 2010) :
- Heptagenia adaequata
- Heptagenia culacantha
- Heptagenia diabasia
- Heptagenia elegantula
- Heptagenia flavescens
- Heptagenia marginalis
- Heptagenia pulla
- Heptagenia solitaria
- Heptagenia sulphurea
- Heptagenia whitingi

Selon ITIS (26 mai 2010) :
- Heptagenia adaequata McDunnough, 1924
- Heptagenia culacantha Evans, Botts & Flowers, 1985
- Heptagenia dolosa Traver, 1935
- Heptagenia elegantula (Eaton, 1885)
- Heptagenia flavescens (Walsh, 1862)
- Heptagenia julia Traver, 1933
- Heptagenia marginalis Banks, 1910
- Heptagenia patoka Burks, 1946
- Heptagenia pulla (Clemens, 1913)
- Heptagenia solitaria McDunnough, 1924
- Heptagenia townesi Traver, 1935
- Heptagenia whitingi Webb & McCafferty in Webb, Sun, McCafferty & Ferris, 2007